# Ursula Krieg-Helbig
Ursula Krieg-Helbig (* 8. November 1923; † 11. Juni 2007) war eine deutsche Schauspielerin und Malerin.

## Leben
Über das Leben von Ursula Krieg-Helbig sind nur lückenhafte Informationen vorhanden. Bekannt sind ein DEFA-Film und ein Film des Deutschen Fernsehfunks. Sie war mit dem Schauspieler Otto Krieg-Helbig (* 4. Januar 1898; † 28. Oktober 1976) verheiratet. Ihre gemeinsamen Söhne Michael Krieg-Helbig (geb. 1945) und Peter Krieg-Helbig (1947–1983) wurden ebenfalls Schauspieler. Ihre Tochter Sabine Dahme wurde Theaterplastikerin am Hans Otto Theater Potsdam.
Ursula Krieg-Helbig starb 2007 im Alter von 83 Jahren und hat eine gemeinsame Grabstelle mit ihrem Ehemann und dem Sohn Peter auf dem Friedhof in der Babelsberger Goethestraße 12 – 30.

## Filmografie
- 1959: Senta auf Abwegen
- 1959: Weimarer Pitaval: Der Fall Jörns (Fernsehfilm)